# Anoba microphaea
Anoba microphaea är en fjärilsart som beskrevs av George Francis Hampson 1926. Anoba microphaea ingår i släktet Anoba och familjen nattflyn. Inga underarter finns listade i Catalogue of Life.